# 小行星7741
小行星7741（7741 Fedoseev）是一颗绕太阳运转的小行星，为主小行星带小行星。该小行星于1983年9月1日发现。

## 轨道参数
小行星7741的轨道半长轴为2.3709227 UA，离心率为0.185。